# 愛知県道509号新幹線三河安城停車場線
愛知県道509号新幹線三河安城停車場線（あいちけんどう509ごう しんかんせんみかわあんじょうていしゃじょうせん）は、愛知県安城市内を走る一般県道である。

## 概要
東海道新幹線の三河安城駅前ロータリーと愛知県道298号安城知立線を結んでいる県道である。

### 路線データ
- 起点：新幹線三河安城停車場
- 終点：愛知県安城市三河安城南町（三河安城南町一丁目交差点、愛知県道298号安城知立線交点）

## 歴史

### 年表
- 1987年（昭和62年）3月11日 認定[1]